# SS General von Steuben
O SS General von Steuben era um navio de passageiros alemão, afundado em fevereiro de 1945, no Mar Báltico, por um submarino soviético, causando a morte de mais de 3 500 pessoas.

## O Navio
Construído em 1923, o SS General von Steuben foi um navio de passageiros com 14.666 toneladas de arqueação bruta; 160,3 metros de comprimento; 19,8 metros de largura e 13,1 metros de calado. Embora não fosse tão grande como o Wilhelm Gustloff ou o Cap Arcona, ambos com mais de 25 mil toneladas, era igualmente luxuoso. As cabines tinham decoração art nouveau e havia agradáveis salas de concerto e elegantes salões de fumar.
Lançado ao mar com o nome de SS München, foi rebatizado em 1930 como General von Steuben, ou apenas Steuben, em homenagem a um famoso oficial prussiano que tomou parte na Guerra de Independência dos Estados Unidos.
Em 1939, o navio, até então de propriedade Norddeutsche Lloyd (NDL) (Lóide Norte-Alemão), fora requisitado pela Kriegsmarine, para servir de acomodação de tropas. Nessa ocasião, o navio foi transformado: o casco branco foi repintado com manchas cinza de camuflagem militar, e os conveses onde os passageiros em férias passeavam, equipados com canhões antiaéreos.
Em 1944, com o avanço da guerra pelo Báltico o navio serviu para o transporte de tropas, levando os exércitos alemães para os portos do leste e retornando a Kielcom soldados feridos.

## Operação Hannibal
Em  janeiro de 1945, o almirante Karl Dönitz, Comandante-em-Chefe da Marinha Alemã, percebendo que o País estava prestes a ser derrotado, determinou à Base Naval Alemã de Gotenhafen (atual Gdynia, Polônia), a imediata evacuação das tropas para o oeste, sob o código de Operação Hannibal, a qual foi crescendo e acabou abrangendo também os civis.
Junto com o MV Wilhem Gustolff (afundado em 30 de janeiro) e de muitos outros navios, o Steuben fez parte da maior evacuação por via marítima nos tempos modernos. Esta operação superou a retirada britânica de Dunquerque, levando-se em conta o tamanho da operação e o número de pessoas evacuadas.
Não obstante as perdas sofridas, durante quatro meses, quase 1,1 mil navios alemães atravessaram o Mar Báltico, transportando cerca de 2,4 milhões de pessoas para lugares relativamente seguros, ante do avanço do exército soviético sobre a Prússia Oriental e Dantzig (atual Gdansk, na Polônia).

## A evacuação

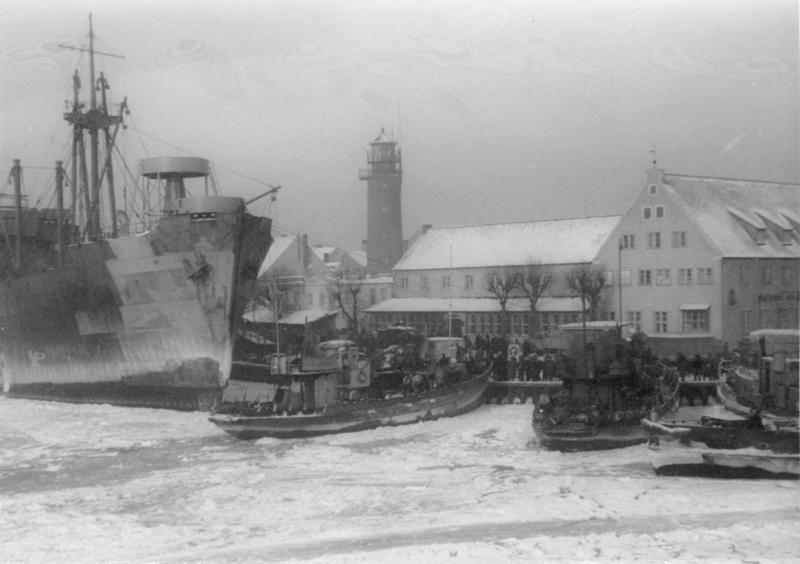
Evacuação alemã de Pillau (atual Baltiysk, Rússia) (26 de janeiro de 1945).

O navio, com capacidade oficial de pouco menos de 1 100 passageiros, recebeu uma quantidade de pessoas várias vezes maior. Nesse ponto, o número de pessoas a bordo do navio é, particularmente, controversa. Há informações não confirmadas de que, Karl Homann, o capitão do navio, desafiando ordens de Hitler, acomodara quase 5 200 pessoas a bordo, porém, registrara tão somente 4 200.[carece de fontes?]
Das fontes pesquisadas, G.Duncan assevera que estavam no navio 2 800 soldados feridos, 320 enfermeiras, 30 médicos, os 165 tripulantes e mais de 1 500 refugiados, totalizando, portanto, 4 815 pessoas.
Por sua vez, C. Koburger afirma que eram 2 800 soldados feridos, 800 refugiados, 100 soldados retornando do front, 270 do pessoal médico da marinha, 12 enfermeiras de Pillau, 64 artilheiros anti-aéreos, 61 pessoal naval diverso, mais os 160 da tripulação normal do navio, totalizando 4.267 pessoas.
De acordo com Heinz Schön, a bordo estava 2 800 feridos, 300 profissionais de saúde, 150 membros da tripulação e cerca de 900 refugiados, com um total de 4 150 pessoas.
Pelo que se dispõe, a incerteza quanto ao número de pessoas embarcadas reside precipuamente em relação aos refugiados. Porém, analisando-se as fontes citadas, é plausível que o número de pessoas a bordo do Steuben era algo que girava em torno de 4 200 e 5 000 pessoas, dentre estes, cerca de 800/1 200 refugiados.

## O Naufrágio

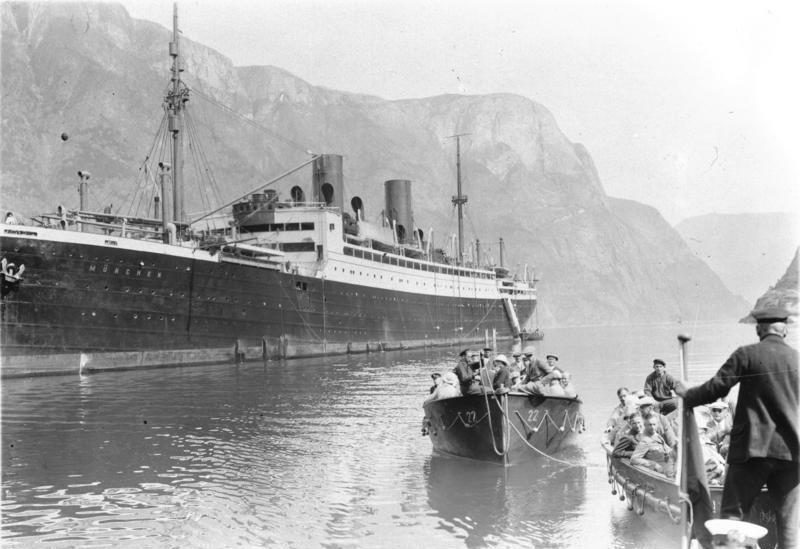
O navio, em 1925, quando ainda era denominado München

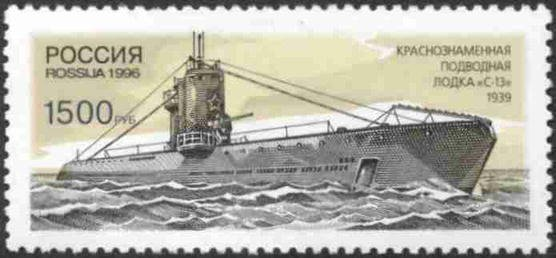
Selo russo de 1996, emitido em homenagem ao S-13.

No início da tarde de 9 de fevereiro, o Steuben, na sua segunda travessia do Báltico, zarpou de Pillau, na  Baía de Dantzig, com destino a Swinemünde, a uma velocidade de 12 nós, o que demandaria dois dias de viagem.
Até chegar à península de Hei, o Steuben foi escoltado por um único navio caça-minas. Depois disso, dois velhos barcos torpedeiros acompanharam o navio. O capitão tinha apenas uma preocupação: os submarinos soviéticos.
Até pouco antes, os comandantes navais não os consideravam grande ameaça; porém, fazia apenas 10 dias que um submarino inimigo afundara o SS Wilhelm Gustloff, evento em que morreram mais de 9.000 pessoas, constituindo-se na maior tragédia naval de todos os tempos.
Pouco depois das 22 horas (horário de Moscou, em 9 de fevereiro), o reflexo das chaminés das embarcações que escoltavam o Steuben foram avistadas por um submarino soviético, justamente o mesmo submarino da tragédia do MV Wilhelm Gustloff: o S-13, comandado por um experiente oficial, Alexander Marinesko.
O operador de sonar do S-13 confundiu o ruído das hélices do Steuben, pensando se tratar do cruzador alemão Emden. Marinesko começou a perseguir seu alvo. De repente, porém, uma das embarcações de escolta se virou e rumou direto para o submarino. Marinesko manobrou seu S-13 e teve de mergulhar abruptamente. Passou-se uma hora até que o submarino conseguisse retomar a caçada. Depois de seguir o pequeno comboio do Steuben, durante quase duas horas, o comandante tomou a decisão.[carece de fontes?]
Às 2h50 da madrugada, cerca de 65 quilômetros a oeste da cidade de Łeba, e cerca de 20 quilômetros do litoral polonês, foi dada a ordem para lançar dois torpedos dos canhões de popa contra o navio. Os torpedos atingiram a proa, matando cerca de 300 pessoas que estavam naquela área. Em menos de 10 minutos o Steuben desapareceu sob as ondas, na posição 54° 41' N 16° 51' E. Muitos soldados feridos morreram amarrados às suas macas.
Houve apenas 659 sobreviventes ao naufrágio, os quais foram resgatadas pelos navios de escolta das águas geladas do Báltico e levados para Kolberg (atualmente Kołobrzeg, Polônia), e tem-se que pereceram no afundamento 3.608 pessoas.

## Consequências
Em maio de 2004, os destroços do navio foram encontrados deitados de lado, a uma profundidade de 45 metros, e, ao seu redor, espalhados por toda a área do naufrágio, muitos restos humanos e ossos.

## Repercussão na União Soviética
Em apenas 10 dias, o capitão Alexander Marinesko havia afundado dois dos maiores navios da Alemanha, causando a morte de mais de 10 .000 pessoas. Apesar do feito, o capitão Marinesko, pelo seu passado, não era bem visto pelo Comando Militar Soviético. Nos anos que se seguiram, até sua morte, em 1963, de câncer, foi por diversas ocasiões rebaixado de posto, comandando missões de pouca importância tendo sido, até mesmo, preso certa vez. Somente em 1990, Mikhail Gorbachev, postumamente, o condecorou com o título de Herói da União Soviética.

## Ligações Externas
- G.Duncan. Maritime Disasters in WWII
- WRECSITE